# Dietil-éter
| Dietil-éter |                                         |
| |                                         |
| \| Dietil-éter \| Dietil-éter \|                                                                                |                                         |
| IUPAC-név | etoxietán                               |
| Szabályos név                                                                                                   | 3-oxapentán                             |
| Más nevek | etil éter éter                          |
| Kémiai azonosítók                                                                                               |                                         |
| CAS-szám | 60-29-7                                 |
| PubChem | 3283                                    |
| ChemSpider | 3168                                    |
| EINECS-szám | 200-467-2                               |
| DrugBank | DB13598                                 |
| KEGG | D01772                                  |
| ChEBI | 35702                                   |
| RTECS szám | KI5775000                               |
| ATC kód | N01AA01                                 |
| Gyógyszer szabadnév                                                                                             | diethyl ether                           |
| Gyógyszerkönyvi név                                                                                             | Aether, Aether anaestheticus            |
| SMILES | CCOCC                                   |
| InChIKey | RTZKZFJDLAIYFH-UHFFFAOYSA-N             |
| Beilstein | 1696894                                 |
| Gmelin | 25444                                   |
| UNII | 0F5N573A2Y                              |
| UN-szám | 1155                                    |
| ChEMBL | CHEMBL16264                             |
| Kémiai és fizikai tulajdonságok                                                                                 |                                         |
| Kémiai képlet                                                                                                   | C4H10O                                  |
| Moláris tömeg                                                                                                   | 74,12 g/mol                             |
| Megjelenés | színtelen folyadék                      |
| Sűrűség | 0,7134 g/cm³, folyadék                  |
| Olvadáspont | −116,3 °C (156,85 K)                    |
| Forráspont | 34,6 °C (307,75 K)                      |
| Oldhatóság (vízben)                                                                                             | 6,9 g/100 ml (20 °C)                    |
| Viszkozitás | 0,224 cP 25 °C-on                       |
| Kristályszerkezet                                                                                               |                                         |
| Dipólusmomentum                                                                                                 | 1,15 D (gáz)                            |
| Veszélyek |                                         |
| MSDS | External MSDS                           |
| Főbb veszélyek                                                                                                  | Rendkívül gyúlékony (F+), Ártalmas (Xn) |
| NFPA 704 | 4 2 1                                   |
| R mondatok | R12 R19 R22 R66 R67                     |
| S mondatok | (S2) S9 S16 S29 S33                     |
| Lobbanáspont | −45 °C                                  |
| LD50 | 1220 mg/kg (patkány, szájon át)         |
| Rokon vegyületek                                                                                                |                                         |
| Rokon éterek | Dimetil-éter Metoxipropán               |
| Ha másként nem jelöljük, az adatok az anyag standardállapotára (100 kPa) és 25 °C-os hőmérsékletre vonatkoznak. |                                         |
| Dietil-éter | Dietil-éter                             |

A dietil-éter (régi nevén égény) a legismertebb éter, a köznyelv egyszerűen éternek nevezi. Sok szerves oldószerrel, például etanollal korlátlanul, de vízben csak kis mértékben oldódik. Színtelen, alacsony forráspontú, jellegzetes szagú folyadék. Fontos szerves oldószer. Korábban altatásra használták.

## Története
A dietil-éter az egyik legrégebben ismert szerves vegyület. Először Valerius Cordus állította elő 1540-ben, amikor alkoholt kénsavval melegített. Ebből ered a vegyület régies vitrioléter és kénéter neve. Az összetételét jóval később állapította csak meg Ferdinand de Saussure 1808-ban.

## Tulajdonságai
Színtelen, jellegzetes szagú, bódító hatású folyadék, gyorsan párolog. Forráspontja alacsony; a molekulák között (vegytiszta állapotban) nem alakulhat ki hidrogénkötés, de pl. alkohollal, vízzel vagy más, donálható hidrogénnel rendelkező vegyülettel igen.
Alkohollal és más apoláris oldószerekkel korlátlanul elegyedik. Vízben 7% dietil-éter oldódik, az éter szobahőmérsékleten 1,3% vizet old. A zsírok és más lipidek jól oldódnak benne.
Tűzveszélyes anyag, levegővel keveredve robbanó elegyet alkot. Felhasználása nagy óvatosságot kíván. Az éter stabil vegyület, de ha levegővel érintkezik, robbanásveszélyes peroxidokat képez. A peroxidképződést fény, vas, sók, és egyes szerves vegyületek (például aldehidek) szennyezései katalizálják.

## Előállítása
Az éter két etanolmolekulából vízkilépéssel (kondenzáció) keletkezik:
{\displaystyle {\ce {C2H5OH{}+C2H5OH->[{\ce {cc.\ H2SO4}}]C2H5-O-C2H5{}+H2O}}}

## Felhasználása
Régebben műtéti altatáskor használták, ma már csak állatkísérleteknél alkalmazzák. Fontos szerves oldószer. Alacsony lobbanáspontja miatt a modellezésben használt belsőégésű motor üzemanyagának fontos alkotórésze. Jó párolgási tulajdonságai teszik alkalmassá a gázkészülékek termomechanikus lángőrének töltésére.